# Piaristen

Piaristen-Wappen

Die Piaristen (abgeleitet vom letzten Wort des lateinischen Ordensnamens, dem Genitiv Plural „[scholarum] piarum – der frommen [Schulen]“) sind Angehörige der katholischen Männer-Ordensgemeinschaft Ordo Clericorum Regularium Pauperum Matris Dei Scholarum Piarum (Ordenskürzel SP). Ihr gehören vornehmlich Priester an, die in der Erziehung und im Schuldienst wirken.

## Geschichte
Die Piaristen gehen auf eine Gründung des Spaniers, des Hl. José de Calasanz (* 1557; † 1648 in Rom) zurück. Calasanz besuchte im Jahr 1597 das römische Viertel Trastevere und gründete in der Pfarre Santa Dorotea die erste kostenfreie Schule für Straßenkinder. Sein Ziel wurde unter dem Motto „Pietati et Litteris“ zusammengefasst. Heute wird dieses Motto als „Glaube und Kultur“ übersetzt. Er nannte sein Werk „Fromme Schulen“. Im Zentrum seiner Ideen standen der Respekt vor der Identität jedes Kindes und das Sehen des Bildes Christi in ihnen. In seinen Schulen versuchte er, den intellektuellen, körperlichen und geistigen Bedürfnissen der jungen Schüler zu dienen. Calasanz war ein Freund von Galileo Galilei und legte großen Wert auf Wissenschaft und Mathematik sowie Geisteswissenschaften in der Erziehung der Jugend. Am 6. März 1617 rief Papst Paul V. durch das Breve Ad ea per quae eine neue Kongregation in der Kirche ins Leben: die Paulinische Kongregation der Armen der Mutter Gottes von den Frommen Schulen (lateinisch Pauperum Matris Dei Scholarum Piarum).
Nach dem Tod von Papst Paul V. fand José von Calasanz in Michelangelo Kardinal Tonti einen Mitstreiter für eine Ordensgründung. Am 28. November 1621 erhob Papst Gregor XV. die Paulinische Kongregation zum Orden durch die Bulle In Supremo Apostolatus. Die Konstitution wurde wenig später, am 31. Januar 1622, approbiert. Die Mitglieder des Ordens müssen vier feierliche religiöse Gelübde ablegen: Armut, Keuschheit, Gehorsam und Engagement für die Erziehung der Jugend. José Calasanz wurde 1767 heiliggesprochen und Papst Pius XII. ernannte ihn 1948 zum „himmlischen Schutzpatron aller christlichen Volksschulen“. Papst Johannes Paul II. sagte, der Heilige José Calasanz habe Christus als Vorbild genommen und versucht, den jungen Menschen sowie der profanen Wissenschaft die Weisheit des Evangeliums zu vermitteln, die sie lehrt, Gottes liebevolles Handeln zu begreifen.
Der Orden ist seit der Gründung vornehmlich in Italien und Spanien (ital. Scolopi, span. Escolapios) tätig. Schon neun Jahre nach der Approbierung kam es im Jahr 1631 zum ersten Standort nördlich der Alpen in Nikolsburg (Mikulov) in Mähren. Ab dem Jahr 1689 folgten Niederlassungen in Österreich, Böhmen, Ungarn und der heutigen Slowakei und Polen. Im 18. Jahrhundert unterhielt der Orden in Österreich 24 Gymnasien und war das führende Schulsystem im mittleren Bildungswesen; besonders anerkannt waren seine literarischen Tätigkeiten.
Nachdem 1869 das Reichsvolksschulgesetz erlassen wurde, kam es ab 1870 zur Säkularisation vieler Piaristenschulen. Heute gibt es österreichische Niederlassungen in Wien (Provinzialat), Horn und Krems.

## Bekannte Mitglieder
- Gregor Arvay (gehörte bis 1810 den Piaristen an)
- József Palotay-Purgstaller, Gymnasiallehrer von Ignaz Semmelweis, Hochschullehrer an der Pester Universität und Mitglied der Ungarischen Akademie der Wissenschaften sowie Verfasser von A bölcsészet elemei („Die Elemente der Philosophie“, Buda 1843)[7]
- Franz Adrian Köcher (gehörte von 1803 bis 1817 den Piaristen an)
- Adrian Rauch (gehörte von 1747 bis 1802 den Piaristen an), Historiker und Lehrer
- Miklós Révai (gehörte seit 1769 den Piaristen an)
- Johann Karl Tobisch (gehörte von 1810 bis 1816 den Piaristen an)

## Generalsuperioren
- Josep Maria Balcells (1985 – 8. Juli 2003)
- Jesús María Lecea Sáinz (2003–2009)
- Pedro Aguado Cuesta (2009–2025)